# George Gaidzik
George William Gaidzik (Chicago, 22 febbraio 1885 – Lago Michigan, 25 agosto 1938) è stato un tuffatore statunitense. Ha rappresentato gli Stati Uniti d'America ai Giochi olimpici di Londra 1908, dove ha vinto la medaglia di bronzo nel concorso del trampolino, e ai Stoccolma 1912.

## Palmarès
- Giochi olimpici

Londra 1908: bronzo nel trampolino